# Challenge Cup 2007
Der Challenge Cup 2007 (aus Sponsoringgründen auch als Carnegie Challenge Cup bezeichnet) war die 106. Ausgabe des jährlichen Rugby-League-Turniers Challenge Cup. Im Finale gewann der St Helens RLFC 30:8 gegen die Dragons Catalans und gewann damit das Turnier zum 11. Mal.

## Erste Runde
|  | Rochdale Mayfield | 50 : 16 | Millom |  |
|  |                   |         |        |  |

|  | Saddleworth Rangers | 34 : 20 | Halton Simms Cross |  |
|  |                     |         |                    |  |

|  | Thornhill Trojans | 58 : 18 | South London Storm |  |
|  |                   |         |                    |  |

|  | Eccles & Salford | 20 : 2 | Blackbrook Royals |  |
|  |                  |        |                   |  |

|  | Royal Navy | 30 : 28 | Waterhead |  |
|  |            |         |           |  |

|  | Siddal | 18 : 14 | York Acorn |  |
|  |        |         |            |  |

|  | Bradford Dudley Hill | 42 : 4 | Brighouse Rangers |  |
|  |                      |        |                   |  |

|  | British Army | 20 : 28 | Leigh Miners Rangers |  |
|  |              |         |                      |  |

|  | Eastmoor Dragons | 28 : 6 | Shaw Cross Sharks |  |
|  |                  |        |                   |  |

|  | East Leeds | 56 : 0 | Warrington Wizards |  |
|  |            |        |                    |  |

|  | Wath Brow Hornets | 22 : 26 | Oulton Raiders |  |
|  |                   |         |                |  |

|  | Seaton Rangers | 50 : 10 | Queens |  |
|  |                |         |        |  |

|  | Heworth | 10 : 36 | Hull Isberg |  |
|  |         |         |             |  |

|  | Drighlington | 44 : 0 | Askam |  |
|  |              |        |       |  |

|  | Skirlaugh Bulls | 74 : 0 | Milford Marlins |  |
|  |                 |        |                 |  |

|  | Hull Dockers | 52 : 8 | Thatto Heath Crusaders |  |
|  |              |        |                        |  |

|  | Dewsbury Celtic | 36 : 20 | Ovenden |  |
|  |                 |         |         |  |

|  | Crosfields | 6 : 34 | West Bowling |  |
|  |            |        |              |  |

|  | Egremont Rangers | 34 : 18 | Oldham St Annes |  |
|  |                  |         |                 |  |

|  | Wigan St Patricks | 28 : 38 | Leeds Metropolitan University |  |
|  |                   |         |                               |  |

|  | Ince Rose Bridge | 12 : 35 | Widnes St Maries |  |
|  |                  |         |                  |  |

|  | Royal Air Force | 0 : 42 | East Hull |  |
|  |                 |        |           |  |

|  | West Hull | 38 : 12 | Castleford Panthers |  |
|  |           |         |                     |  |

|  | Hull Victoria | 14 : 44 | Castleford Lock Lane |  |
|  |               |         |                      |  |

|  | Stanningley | 20 : 36 | Leigh East |  |
|  |             |         |            |  |

|  | Bramley Buffaloes | 12 : 18 | Wigan St Judes |  |
|  |                   |         |                |  |

|  | Normanton Knights | 46 : 8 | Fife Lions |  |
|  |                   |        |            |  |

## Zweite Runde
|  | Bradford Dudley Hill | 26 : 28 n. V. | Castleford Lock Lane |  |
|  |                      |               |                      |  |

|  | East Hull | 50 : 4 | Dewsbury Celtic |  |
|  |           |        |                 |  |

|  | Eccles & Salford | 40 : 28 | Egremont Rangers |  |
|  |                  |         |                  |  |

|  | Leigh East | 10 : 25 | Oulton Raiders |  |
|  |            |         |                |  |

|  | Leigh Miners Rangers | 34 : 18 | Leeds Metropolitan University |  |
|  |                      |         |                               |  |

|  | Rochdale Mayfield | 50 : 0 | East Leeds |  |
|  |                   |        |            |  |

|  | Royal Navy | 26 : 28 | Normanton Knights |  |
|  |            |         |                   |  |

|  | Saddleworth Rangers | 21 : 14 | Siddal |  |
|  |                     |         |        |  |

|  | Thornhill Trojans | 38 : 20 | Kazan Arrows |  |
|  |                   |         |              |  |

|  | West Hull | 23 : 16 | Skirlaugh Bulls |  |
|  |           |         |                 |  |

|  | Widnes St Maries | 22 : 6 | Hull Isberg |  |
|  |                  |        |             |  |

|  | Wigan St Judes | 22 : 30 | Drighlington |  |
|  |                |         |              |  |

## Dritte Runde
|  | York City Knights | 54 : 28 | Toulouse Olympique |  |
|  |                   |         |                    |  |

|  | Hunslet Hawks | 40 : 22 | Rochdale Mayfield |  |
|  |               |         |                   |  |

|  | Featherstone Rovers | 52 : 10 | Drighlington |  |
|  |                     |         |              |  |

|  | Batley Bulldogs | 60 : 6 | Widnes St Maries |  |
|  |                 |        |                  |  |

|  | Whitehaven | 24 : 10 | Doncaster Lakers |  |
|  |            |         |                  |  |

|  | Dewsbury Rams | 36 : 34 | Leigh Centurions |  |
|  |               |         |                  |  |

|  | Normanton Knights | 10 : 78 | Widnes Vikings |  |
|  |                   |         |                |  |

|  | Castleford Tigers | 88 : 10 | Castleford Lock Lane |  |
|  |                   |         |                      |  |

|  | Swinton Lions | 60 : 20 | RC Lokomotive Moskau |  |
|  |               |         |                      |  |

|  | Workington Town | 18 : 10 | Oulton Raiders |  |
|  |                 |         |                |  |

|  | Keighley Cougars | 34 : 6 | Thornhill Trojans |  |
|  |                  |        |                   |  |

|  | Halifax | 86 : 12 | Eccles & Salford |  |
|  |         |         |                  |  |

|  | Leigh Miners Rangers | 18 : 46 | Sheffield Eagles |  |
|  |                      |         |                  |  |

|  | West Hull | 18 : 70 | Barrow Raiders |  |
|  |           |         |                |  |

|  | Rochdale Hornets | 48 : 6 | Saddleworth |  |
|  |                  |        |             |  |

|  | East Hull | 10 : 26 | Oldham Roughyeds |  |
|  |           |         |                  |  |

|  | Blackpool Panthers | 18 : 42 | Salanque Méditerranée Pia XIII |  |
|  |                    |         |                                |  |

|  | West Bowling | 8 : 24 | London Skolars |  |
|  |              |        |                |  |

|  | Celtic Crusaders | 50 : 10 | Eastmoor Dragons |  |
|  |                  |         |                  |  |

|  | Gateshead Thunder | 38 : 22 | Limoux Grizzlies |  |
|  |                   |         |                  |  |

## Vierte Runde
| 28. März | Bradford Bulls | 24 : 16 | Castleford Tigers | Odsal Stadium, Bradford Zuschauer: 6.748 Schiedsrichter: Ashley Klein |
| 28. März | (18:6) Bericht |         |                   | Odsal Stadium, Bradford Zuschauer: 6.748 Schiedsrichter: Ashley Klein |

| 28. März | Leeds Rhinos   | 72 : 10 | Workington Town | Headingley Carnegie Stadium, Leeds Zuschauer: 3.576 Schiedsrichter: Jamie Leahy |
| 28. März | (42:0) Bericht |         |                 | Headingley Carnegie Stadium, Leeds Zuschauer: 3.576 Schiedsrichter: Jamie Leahy |

| 28. März | St Helens       | 78 : 14 | Batley Bulldogs | Knowsley Road, St Helens Zuschauer: 4.335 Schiedsrichter: Robert Hicks |
| 28. März | (56:10) Bericht |         |                 | Knowsley Road, St Helens Zuschauer: 4.335 Schiedsrichter: Robert Hicks |

| 28. März | Salford City Reds | 64 : 4 | Gateshead Thunder | The Willows, Salford Zuschauer: 1.283 Schiedsrichter: Mike Dawber |
| 28. März | (40:0) Bericht    |        |                   | The Willows, Salford Zuschauer: 1.283 Schiedsrichter: Mike Dawber |

| 29. März | Dragons Catalans | 70 : 12 | Featherstone Rovers | Stade Gilbert Brutus, Perpignan Zuschauer: 1.545 Schiedsrichter: Phil Bentham |
| 29. März | (34:6) Bericht   |         |                     | Stade Gilbert Brutus, Perpignan Zuschauer: 1.545 Schiedsrichter: Phil Bentham |

| 29. März | Salanque Méditerranée Pia XIII | 8 : 64 | Harlequins RL | Stade Daniel Ambert, Pia Zuschauer: 300 Schiedsrichter: Ian Smith |
| 29. März | (0:22) Bericht                 |        |               | Stade Daniel Ambert, Pia Zuschauer: 300 Schiedsrichter: Ian Smith |

| 29. März | Warrington Wolves | 38 : 10 | Hull Kingston Rovers | Halliwell Jones Stadium, Warrington Zuschauer: 4.523 Schiedsrichter: Richard Silverwood |
| 29. März | (10:4) Bericht    |         |                      | Halliwell Jones Stadium, Warrington Zuschauer: 4.523 Schiedsrichter: Richard Silverwood |

| 30. März | Dewsbury Rams   | 28 : 46 | Sheffield Eagles | Crown Flatt, Dewsbury Zuschauer: 1.038 Schiedsrichter: Dave Merrick |
| 30. März | (18:20) Bericht |         |                  | Crown Flatt, Dewsbury Zuschauer: 1.038 Schiedsrichter: Dave Merrick |

| 30. März | Huddersfield Giants | 74 : 4 | York City Knights | Galpharm Stadium, Huddersfield Zuschauer: 2.137 Schiedsrichter: Ben Thaler |
| 30. März | (30:0) Bericht      |        |                   | Galpharm Stadium, Huddersfield Zuschauer: 2.137 Schiedsrichter: Ben Thaler |

| 30. März | Hull FC        | 78 : 0 | Hunslet Hawks | KC Stadium, Hull Zuschauer: 5.062 Schiedsrichter: Craig Halloran |
| 30. März | (52:0) Bericht |        |               | KC Stadium, Hull Zuschauer: 5.062 Schiedsrichter: Craig Halloran |

| 30. März | Keighley Cougars | 16 : 26 | Oldham Roughyeds | Lawkholme Lane, Bradford Zuschauer: 1.039 Schiedsrichter: Paul Carr |
| 30. März | (8:0) Bericht    |         |                  | Lawkholme Lane, Bradford Zuschauer: 1.039 Schiedsrichter: Paul Carr |

| 30. März | Rochdale Hornets | 20 : 16 | Celtic Crusaders | Spotland Stadium, Rochdale Zuschauer: 482 Schiedsrichter: Peter Taberner |
| 30. März | (8:16) Bericht   |         |                  | Spotland Stadium, Rochdale Zuschauer: 482 Schiedsrichter: Peter Taberner |

| 30. März | Swinton Lions  | 14 : 47 | Barrow Raiders | Park Lane, Bury Zuschauer: 596 Schiedsrichter: Pascal Mombet |
| 30. März | (4:18) Bericht |         |                | Park Lane, Bury Zuschauer: 596 Schiedsrichter: Pascal Mombet |

| 30. März | Wakefield Trinity Wildcats | 52 : 4 | London Skolars | Belle Vue, Wakefield Zuschauer: 2.427 Schiedsrichter: Gareth Hewer |
| 30. März | (22:4) Bericht             |        |                | Belle Vue, Wakefield Zuschauer: 2.427 Schiedsrichter: Gareth Hewer |

| 30. März | Whitehaven     | 36 : 8 | Halifax | Recreation Ground, Whitehaven Zuschauer: 2.128 Schiedsrichter: Ronnie Laughton |
| 30. März | (14:8) Bericht |        |         | Recreation Ground, Whitehaven Zuschauer: 2.128 Schiedsrichter: Ronnie Laughton |

| 30. März | Widnes Vikings | 24 : 34 | Wigan Warriors | Lowerhouse Lane, Widnes Zuschauer: 6.006 Schiedsrichter: Steve Ganson |
| 30. März | (8:4) Bericht  |         |                | Lowerhouse Lane, Widnes Zuschauer: 6.006 Schiedsrichter: Steve Ganson |

## Fünfte Runde
| 11. Mai | St Helens      | 70 : 10 | Rochdale Hornets | Knowsley Road, St Helens Zuschauer: 3.586 Schiedsrichter: Ronnie Laughton |
| 11. Mai | (36:0) Bericht |         |                  | Knowsley Road, St Helens Zuschauer: 3.586 Schiedsrichter: Ronnie Laughton |

| 11. Mai | Salford City Reds | 10 : 36 | Huddersfield Giants | The Willows, Salford Zuschauer: 2.694 Schiedsrichter: Richard Silverwood |
| 11. Mai | (6:14) Bericht    |         |                     | The Willows, Salford Zuschauer: 2.694 Schiedsrichter: Richard Silverwood |

| 12. Mai | Leeds Rhinos    | 18 : 22 | Wigan Warriors | Headingley Carnegie Stadium, Leeds Zuschauer: 9.612 Schiedsrichter: Phil Bentham |
| 12. Mai | (12:12) Bericht |         |                | Headingley Carnegie Stadium, Leeds Zuschauer: 9.612 Schiedsrichter: Phil Bentham |

| 13. Mai | Hull FC        | 44 : 6 | Sheffield Eagles | KC Stadium, Hull Zuschauer: 4.363 Schiedsrichter: Gareth Hewer |
| 13. Mai | (18:6) Bericht |        |                  | KC Stadium, Hull Zuschauer: 4.363 Schiedsrichter: Gareth Hewer |

| 13. Mai | Oldham Roughyeds | 6 : 66 | Harlequins RL | Park Lane, Bury Zuschauer: 559 Schiedsrichter: Craig Halloran |
| 13. Mai | (6:34) Bericht   |        |               | Park Lane, Bury Zuschauer: 559 Schiedsrichter: Craig Halloran |

| 13. Mai | Wakefield Trinity Wildcats | 4 : 14 | Bradford Bulls | Belle Vue, Wakefield Zuschauer: 3.700 Schiedsrichter: Ian Smith |
| 13. Mai | (4:10) Bericht             |        |                | Belle Vue, Wakefield Zuschauer: 3.700 Schiedsrichter: Ian Smith |

| 13. Mai | Warrington Wolves | 48 : 16 | Barrow Raiders | Halliwell Jones Stadium, Warrington Zuschauer: 4.184 Schiedsrichter: Thierry Alibert |
| 13. Mai | (22:6) Bericht    |         |                | Halliwell Jones Stadium, Warrington Zuschauer: 4.184 Schiedsrichter: Thierry Alibert |

| 13. Mai | Whitehaven     | 14 : 24 | Dragons Catalans | Recreation Ground, Whitehaven Zuschauer: 3.008 Schiedsrichter: Ben Thaler |
| 13. Mai | (4:12) Bericht |         |                  | Recreation Ground, Whitehaven Zuschauer: 3.008 Schiedsrichter: Ben Thaler |

## Viertelfinale
| 8. Juni | Wigan Warriors | 25 : 6 | Harlequins RL | JJB Stadium, Wigan Zuschauer: 10.835 Schiedsrichter: Ben Thaler |
| 8. Juni | (12:0) Bericht |        |               | JJB Stadium, Wigan Zuschauer: 10.835 Schiedsrichter: Ben Thaler |

| 9. Juni | St Helens      | 25 : 14 | Warrington Wolves | Knowsley Road, St Helens Zuschauer: 8.503 Schiedsrichter: Richard Silverwood |
| 9. Juni | (4:12) Bericht |         |                   | Knowsley Road, St Helens Zuschauer: 8.503 Schiedsrichter: Richard Silverwood |

| 10. Juni | Bradford Bulls | 52 : 20 | Huddersfield Giants | Odsal Stadium, Bradford Zuschauer: 7.811 Schiedsrichter: Phil Bentham |
| 10. Juni | (24:4) Bericht |         |                     | Odsal Stadium, Bradford Zuschauer: 7.811 Schiedsrichter: Phil Bentham |

| 10. Juni | Hull FC        | 23 : 26 | Dragons Catalans | KC Stadium, Hull Zuschauer: 7.441 Schiedsrichter: Ashley Klein |
| 10. Juni | (8:16) Bericht |         |                  | KC Stadium, Hull Zuschauer: 7.441 Schiedsrichter: Ashley Klein |

## Halbfinale
| 28. Juli | Bradford Bulls                                                                       | 14 : 35        | St Helens | Galpharm Stadium, Huddersfield Zuschauer: 14.316 Schiedsrichter: Richard Silverwood |
| 28. Juli | Versuche: Evans 16. n.erh. Tupou 55. n.erh. Vagana 67. erh. Erhöhungen: Deacon (1/3) | (4:17) Bericht | Versuche: Talau 4. erh. Meli 21. n.erh. Gidley 34. erh. Clough 58. erh. Pryce 69. erh. Bennett 75. erh. Erhöhungen: Long (4/5) Wellens (1/1) Dropgoals: Long 40. | Galpharm Stadium, Huddersfield Zuschauer: 14.316 Schiedsrichter: Richard Silverwood |

| 29. Juli | Wigan Warriors                                                                                              | 24 : 37        | Dragons Catalans | Halliwell Jones Stadium, Warrington Zuschauer: 10.218 Schiedsrichter: Steve Ganson |
| 29. Juli | Versuche: Leuluai 35. erh. Higham 54. erh. Goulding 64. erh. Calderwood 68. erh. Erhöhungen: Richards (4/4) | (6:24) Bericht | Versuche: McGuire 4. erh., 8. erh. Mogg 12. erh. Duport 17. n.erh., 49. erh. Croker 72. erh. Erhöhungen: Jones (6/6) Dropgoals: Jones 52. | Halliwell Jones Stadium, Warrington Zuschauer: 10.218 Schiedsrichter: Steve Ganson |

## Finale
| 25. August | St Helens                                                                                                  | 30 : 8         | Dragons Catalans                                | Wembley Stadium, London Zuschauer: 84.241 Schiedsrichter: Ashley Klein |
| 25. August | Versuche: Roby 33. erh. Gardner 40. erh., 78. erh. Wellens 46. erh. Clough 50. erh. Erhöhungen: Long (5/5) | (12:4) Bericht | Versuche: Khattabi 35. n.erh. Murphy 56. n.erh. | Wembley Stadium, London Zuschauer: 84.241 Schiedsrichter: Ashley Klein |

| 1                  | Paul Wellens      |
| 2                  | Ade Gardner       |
| 3                  | Matthew Gidley    |
| 4                  | Willie Talau      |
| 5                  | Francis Meli      |
| 6                  | Leon Pryce        |
| 7                  | Sean Long         |
| 8                  | Nick Fozzard      |
| 9                  | Keiron Cunningham |
| 10                 | Jason Cayless     |
| 11                 | Lee Gilmour       |
| 15                 | Mike Bennett      |
| 12                 | Jon Wilkin        |
| Auswechselspieler: |                   |
| 14                 | James Roby        |
| 17                 | James Graham      |
| 22                 | Paul Clough       |
| 23                 | Maurie Fa'asavalu |

| 1                  | Clint Greenshields |
| 2                  | Justin Murphy      |
| 11                 | Sébastien Raguin   |
| 3                  | John Wilson        |
| 25                 | Younes Khattabi    |
| 4                  | Adam Mogg          |
| 7                  | Stacey Jones       |
| 10                 | Jérôme Guisset     |
| 26                 | Luke Quigley       |
| 19                 | Alex Chan          |
| 12                 | Jason Croker       |
| 17                 | Cyrille Gossard    |
| 13                 | Grégory Mounis     |
| Auswechselspieler: |                    |
| 8                  | Davied Ferriol     |
| 18                 | Vincent Duport     |
| 24                 | Rémi Casty         |
| 27                 | Kane Bentley       |